# Porto Novo (Zöld-foki Köztársaság)
Porto Novo város Santo Antão szigetén a Zöld-foki Köztársaságban. A 2010-es népszámlálás szerint a lakosság eléri a 9310 főt.
A települést korábban Carvoeirosnak nevezték, és a sziget legnagyobb településévé vált, itt található a  legnagyobb kereskedelmi kikötő a szigeten.

## Lakossága
| 1990 | 4867 |
| 2000 | 7685 |
| 2010 | 9310 |